# Joseph Sittard
Joseph Sittard (Aquisgrà, 1846 - Hamburg, 1903) fou un crític musical alemany.
Era pare del compositor i organista Alfred Sittard (1878-1942). Alumne del Conservatori de Stuttgart, el 1872 fou nomenat professor d'aquest, des de 1885 fou cronista musical i des de 1892 juntament fulletonista de l'Hamburger Korrespondent. Entre els seus molts escrits destaquen: 
- Studien und Charakteristiken (Hamburg, 1889);
- Geschichte des Musik-und Konzertwesens in Hamburg, (Altona, 1890);
- Zur Geschichte der Musik und des Theaters am württembergischen Hofe, (Stuttgart, 1890-91);
- Geschichte der Oper am Hofe zu Stuttgart, (Stuttgart, 1890-1891);
- Jongleurs und Menestrels, així com diversos follets de caràcter biogràfic.

Com a compositor deixà publicats alguns lieder i obres religioses.